# Louis Richardet
Louis Richardet (n. 17 mai 1864 – d. 14 ianuarie 1923, Geneva, Geneva, Elveția) a fost un trăgător de tir ce a reprezentat Elveția, medaliat olimpic. A participat la o ediție a Jocurilor Olimpice (1900) în care a câștigat două medalii de aur.